# Croix de chemin de Cabrespine
La croix de chemin de Cabrespine est une croix située à Cabrespine, en France.

## Description
C'est une croix monolithe en grès dont les deux faces sont sculptées : une Pietà et un personnage agenouillé à ses pieds et au revers un Christ en croix. La croix a été fixée sur un socle pivotant pour permettre de voir ses deux côtés. 

## Localisation
La croix se trouvait chemin d'Estresses à 400 mètres à l'ouest du village de Cabrespine, dans le département français de l'Aude. En 1980, elle a été transférée à l'intérieur de l'église, au fond contre le mur nord.

## Historique
Elle est datée de 1636.
La croix de chemin de Cabrespine est inscrite au titre des monuments historiques en 1948. L'inscription est abrogée par arrêté du 30 janvier 2012.